# Jack Adams (Astrologe)

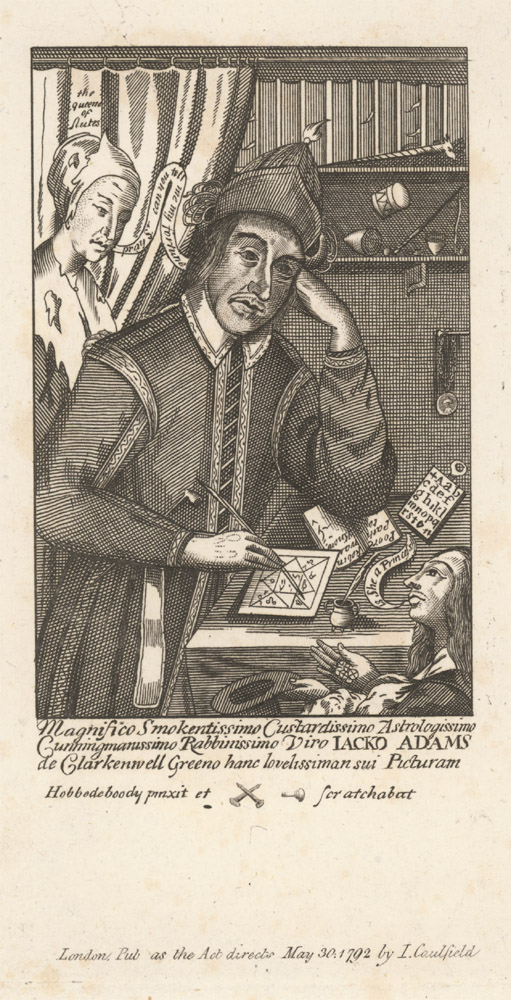
Jack Adams

Jack Adams (* 3. Dezember 1625 in London; † vermutlich um 1680/1700) war ein englischer Astrologe.